# Gary D. Roach
Gary D. Roach (Los Angeles, 5 de fevereiro de 1964) é um montador americano. Como reconhecimento, foi nomeado ao Oscar 2015 na categoria de Melhor Edição por American Sniper.